# Villa Ottoboni
Villa Ottoboni è una villa veneta di origini cinquecentesche di Padova.

## Storia
La dimora storica è situata nel quartiere Montà (quartiere 6 Ovest) sulla strada Padova-Ponterotto-Taggì di Sotto, a circa 4 km dal centro cittadino.
I primi documenti ufficiali che attestano l’esistenza della villa sono del 1545: in un atto testamentario (tra Aliprando Lambertigo e Cinello e gli eredi Batta del Lion e Lorenzo da Noal) sono citati nella località "case" e "bruolo".
Dai diversi documenti è possibile affermare che la villa aveva un utilizzo sia padronale, sia come centro di un'intensa vita contadina.
In un atto di successione del 1761, viene descritto l’intero complesso come “palazzo con altre fabbriche ad uso domenicale, chiesuole, orti e brolli, e con altre fabbriche adiacenti e coloniche”.
Il catasto napoleonico (1811) conferma già esistenti il fronte formato dalla villa, la stalla attigua (sembra sempre dedicata ai cavalli), la stalla dei bovini, distrutta da un grande incendio nel 1937, e una parte, almeno, dell’adiacente abitazione colonica.
Nel catasto austroitalico (1889) è evidente la chiusura della corte grazie al manufatto ultimamente adibito all’allevamento di piccoli animali. Questo, insieme alla stalla bovini, si allinea, inglobandolo, all’obliquo muro di cinta e dei broli, costruito su un basamento di trachite.
Il nome della villa deriva dalla famiglia Ottoboni che fece della "Villa della Montà" la propria residenza. Alla famiglia apparteneva anche il cardinale Pietro Vito Ottoboni, eletto papa nel 1689 con il nome di Alessandro VIII.

### Recupero e restauro
All'inizio degli anni 1990 la villa era degradata e non accessibile al pubblico. Nel 1992 fu soggetta a restauro, avendo come obiettivo l’agibilità degli spazi e la preservazione del bene. Nel corso dell'intervento, sono stati eseguiti:
- la ricomposizione del giardino-corte, con la ricostruzione della stalla bovini e del suo affaccio;
- il ripristino delle quote originarie del cortile;
- il consolidamento e il risanamento dell’ex piccionaia della villa e dell’annessa ex stalla dei cavalli;
- il recupero e ricostruzione delle forometrie originarie
- il recupero dell’oratorio è avvenuto mantenendo tutti gli elementi originali.

Dal 2004 la villa è utilizzata come centro congressi.